# Río Echi
El Río Echi (愛知川 Echi-gawa?) es un río localizado en la prefectura de Shiga, Japón. Su longitud es de 48 km y la superficie de su cuenca, de 223 km². Nace en el Monte Oike, en las Montañas Suzuka, y desemboca en el lago Biwa.

## Localidades
El río atraviesa o forma los términos de las siguientes localidades: 
Prefectura de Shiga
Higashiōmi, Aishō, Hikone

## Lugares de interés
- Templo budista de Eigen
- Estación Echigawa del Nakasendō

- Datos: Q9071766
- Multimedia: Echi River / Q9071766